# Deddy Stanzah
Deddy Stanzah, właśc. Deddy Sutansyah (ur. 14 kwietnia 1949 w Bandungu, zm. 22 stycznia 2001) – indonezyjski piosenkarz, wokalista i basista związany z zespołem rockowym The Rollies oraz z formacją Superkid.
Z grupą Superkid nagrał m.in. albumy Trouble Maker (1976), Dezember Break oraz Gadis Bergelang Emas (1988).
Miejscowe wydanie magazynu „Rolling Stone” umieściło jego utwory „Sepercik Air” i „Jari & Jempol” w zestawieniu 150 indonezyjskich utworów wszech czasów (kolejno na pozycjach 89. i 146.).